# 仁王 (游戏)
《仁王》是光荣特库摩遊戲於2017年推出的動作角色扮演遊戲，由光荣特库摩旗下Team Ninja與澀澤光團隊开发，於PlayStation 4和Microsoft Windows平台發行。
本作以歷史人物威廉·亚当斯（日文名三浦按针）為主角再加上虛構劇情編寫，在游戏设定中威廉以金髮白人武士的形象现身。游戏企劃始於2004年，預設在PlayStation 3上發行，但直到2017年才正式发售PS4版本，并取消了PS3版本。游戏推出后获得了媒體好评，并在開賣两周后即达到100万份的出貨量，後在2020年累計出貨量超過了300万份。因本作的口碑與銷售皆優，也自此確立《仁王系列》的發展。截至2025年5月28日，仁王系列的兩部作品合計已出貨超過800萬份。

## 故事大綱
遙遠的東方國家，日本國充滿了黃金宮殿與寶石。知曉此一事實的元國皇帝忽必烈派出大軍侵略，而日本國的軍隊卻使用「奇蹟之石」反擊。精華也被稱為奇蹟之石、賢者之石……
英格蘭女王為了掌握世界大權，持續與「日不落國」西班牙進行大規模的戰爭，不斷處於劣勢的女王與其支持者轉而依賴使用了精華的占星術與煉金術，命令海盜收集精華。透過這股力量，他們成功了擊敗無敵艦隊。但現在他們想將這個術法隱藏於世間。
日本戰國時期，豐臣秀吉逝世後德川家康與石田三成相互爭奪天下的故事。在得到島左近和大谷吉繼兩人的支援後，石田三成終於得以率領西軍與德川家康的東軍於關原展開大決戰，贏者將能夠統一日本全國。主角威廉也因此陷入了兩大勢力當中。
天下人太閤秀吉亡故，如今這個國家由兩位武士爭奪著霸權，一位是繼承豐臣遺志的石田三成，另一位是服部半藏的君主德川家康，家康任命服部半藏與西國大名們進行交涉，服部半藏前往九州。城鎮出現了鬼魅魍魎，大名們頭痛不已，服部半藏想借助威廉斬鬼的武藝，為交涉帶來良機。

## 登場角色
| 角色             | 守護靈      | 配音演員                   | 備註       |
| ---------------- | ----------- | -------------------------- | ---------- |
| 威廉·亞當斯/按針 | 瑟夏        | Ben Peel                   | 本傳角色   |
| 德川家康         | 成釜貍      | 市村正親                   | 本傳角色   |
| 阿勝             | 玉兔        | 武井咲                     | 本傳角色   |
| 服部半藏         | 貓又        | 森川智之                   | 本傳角色   |
| 立花宗茂         | 夫婦雷犬    | 花輪英司                   | 本傳角色   |
| 立花誾千代       | 夫婦雷犬    | 伊藤靜                     | 本傳角色   |
| 黑田官兵衛       | 蛟          | 多田野曜平                 | 本傳角色   |
| 黑田長政         | 伏牛        | 土田大                     | 本傳角色   |
| 本多忠勝         | 神鹿        | 玄田哲章                   | 本傳角色   |
| 井伊直政         | 焰虎        | 福山潤                     | 本傳角色   |
| 天海/明智光秀    | 玄武        | 菅生隆之                   | 本傳角色   |
| 阿福             | -           | 清水理沙                   | 本傳角色   |
| 石田三成         | 飯岡        | 櫻井孝宏                   | 本傳角色   |
| 島左近           | 唐獅子 飯岡 | 藤原啓治                   | 本傳角色   |
| 大谷吉継         | 蛇目蝶      | 堀內賢雄                   | 本傳角色   |
| 雜賀孫一         | 八咫烏      | 加瀨康之                   | 本傳角色   |
| 松永久秀         | 系繰        | 千葉繁                     | 本傳角色   |
| 鳥居元忠         | 朱雀        | 秋元羊介                   | 本傳角色   |
| 貓又/白虎        | -           | 麥人                       | 本傳角色   |
| 小早川秀秋       | 綾蝙蝠      | 宮田幸季                   | 本傳角色   |
| 雪女/濃姬        | 薄冰蝶      | 田中理惠                   | 本傳角色   |
| 吉川廣家         | 火鼠        | 中原茂                     | 本傳角色   |
| 彌助             | 亞特拉斯熊  | Ritchie Campbell           | 本傳角色   |
| 愛德華·凱利      | 銜尾蛇      | 木下浩之／Nicholas Boulton | 本傳角色   |
| 約翰·迪伊        | -           | Timothy Watson             | 本傳角色   |
| 瑟夏             | -           | Jessica Regan              | 本傳角色   |
| 刽子手德瑞克     | -           | James Clyde                | 本傳角色   |
| 千子村正         | -           | 多田野曜平                 | 本傳角色   |
| 千子留           | -           | 木下紗華                   | 本傳角色   |
| 丸目長惠         | -           | 齋藤志郎                   | 本傳角色   |
| 柳生石舟齋       | -           | 金尾哲夫                   | 本傳角色   |
| 寶藏院胤榮       | -           | 佐佐木睦                   | 本傳角色   |
| 足利義輝         | -           | 星野貴紀                   | 本傳角色   |
| 司箭院興仙       | -           | 岩崎博                     | 本傳角色   |
| 坂田金時         | -           | 鹿糠光明                   | 本傳角色   |
| 新免武藏         | -           | 木島隆一                   | 本傳角色   |
| 仙石秀久         | -           | 間宮康弘                   | 本傳角色   |
| 玉               | -           | 中司ゆう花                 | 本傳角色   |
| 織田信長         | 天眼孔雀    | 襟川陽一                   | 本傳角色   |
| 伊達政宗         | 青龍 滑頭鬼 | 高橋廣樹                   | 東北之龍   |
| 伊達成實         | 毘沙百足    | 中田讓治                   | 東北之龍   |
| 片倉重長         | -           | KENN                       | 東北之龍   |
| 真田幸村         | 蛇目蝶 炎駒 | 三木真一郎                 | 義之繼承者 |
| 猿飛佐助         | -           | 諏訪部順一                 | 義之繼承者 |
| 佐佐木小次郎     | -           |                            | 義之繼承者 |
| 豐臣秀賴         | -           | 古川慎                     | 元和偃武   |
| 淀殿             | 九尾        | 田中敦子                   | 元和偃武   |

## 开发
《仁王》最初由光荣公布于2004年，当时计划登陆PlayStation 3平台，但是之后若干年游戏没有发售而逐渐杳無音訊，直到2015年东京游戏展上重新公布，平台更换成PlayStation 4。《仁王》起初的企划来自日本著名导演黑泽明的遗稿《Oni》，由光荣旗下的游戏开发组ω-Force负责制作。但在2005年公布的游戏预告片中内容已经脱离了《Oni》的框架。根据制作人鲤沼久史於2017年的访谈，《仁王》在开发过程中有3次推倒重来，并在光荣与特库摩合并后，把游戏项目交给了特库摩的开发组TEAM NINJA。
2016年9月13日，光荣特库摩發表本作將於2017年2月9號於全球同步販售。
2017年10月2日，光荣特库摩宣布将在同年11月7日在Steam网络商店上发售《仁王》的Windows版本，将收录全部追加下载内容等。

## 评价
| 汇总媒体   | 得分                     |
| ---------- | ------------------------ |
| Metacritic | 88/100 (PS4) 84/100 (PC) |

| 媒体            | 得分   |
| --------------- | ------ |
| Destructoid     | 9/10   |
| 电子游戏月刊    | 9/10   |
| Eurogamer       | 推荐   |
| Game Informer   | 9/10   |
| Game Revolution | [ 20 ] |
| GamesRadar+     | [ 21 ] |
| GameSpot        | 9/10   |
| IGN             | 9.6/10 |
| Polygon         | 8/10   |
| Fami通          | 36/40  |

《仁王》在发售后获得了多數媒體的好评，游戏的PlayStation 4版本和Windows版本在採計媒體評分的Metacritic網站上分别获得了88/100和84/100的好评。截至2019年2月，本作的全球累計出貨量超過了250萬份。截至2020年2月，本作的全球累計出貨量超過了300萬份。

## 续作
2019年5月23日，光荣特库摩公布了《仁王2》的首个预告片，并公布将于次日开始alpha测试。